# XP-13 (航空機)
XP-13
P&Wエンジンを装備したXP-13A
- 用途：戦闘機
- 設計者：B・ダグラス・トーマス[1]
- 製造者：トーマス・モース
- 運用者：アメリカ陸軍航空隊
- 生産数：1機[2]
- 運用開始：1929年6月

XP-13はアメリカのトーマス・モース・エアクラフトによって設計された試作複葉戦闘機。愛称はヴァイパー（Viper、毒蛇）。1929年にアメリカ陸軍に納入された。

## 設計と開発
この機体は、1919年に成功を収めたトーマス・モース MB-3に続き、陸軍から発注を受けることを目指してB・ダグラス・トーマスが設計したいくつかの案の一つである。「ヴァイパー」と名付けられた本機は1929年6月に正式に軍に購入され、「XP-13」という呼称を与えられた。
XP-13の胴体は金属フレームを波形のアルミニウム外皮で覆っていた。動翼もやはり金属フレームだったが外皮は伝統的な材質だった。600馬力のカーチスH-1640-1 チーフテンエンジン（12気筒複列星型の空冷エンジンだったが、普通なら2列の星型は角度をずらして取り付けられるところ、前列のシリンダーの真後ろに直接後列のシリンダーが取り付けられるという奇抜なデザインを採用していた）を使用する設計だったが、冷却気を直接エンジンに導き入れることを妨げる複雑なシステムのゆえに、当然の結果としてXP-13のエンジン冷却は十分でなかった。そのため、1930年9月にエンジンは450馬力のプラット&ホイットニーSR1340C ワスプと交換させられた。皮肉にも、馬力の低いエンジンに換えたにもかかわらず、最高速度は24 km/hの増加を見た。重量軽減がその理由に含まれていると思われる。
結局、陸軍は生産発注はしないと結論した。トーマス・モース社はコンソリデーテッド社に合併され、試作機も飛行中の火災で失われた。

## 各型解説
- XP-13 - 試作機（シリアル29-453）。600馬力カーチス H-1640-1 チーフテンエンジン装備[2]
- XP-13A - XP-13を525馬力のプラット&ホイットニーSR-1340-Cに換装して全体を覆うNACAカウリングをつけ、垂直尾翼と方向舵にも修正を加えたもの。[4]
- XP-14 - カーチスH-1640-1チーフテンエンジン装備でカーチス社が生産すると予定された型に与えられた呼称。実機なし。

## 使用国
- アメリカ合衆国 - アメリカ陸軍航空隊

## 要目（XP-13）
- 乗員： 1
- 全長： 23 ft 6 in （7.16 m）
- 全幅： 28 ft 0 in （8.53 m）
- 全高： 8 ft 5 in （2.56 m）
- 翼面積： 189 ft2 （17.6 m2）
- 空虚重量： 2,262 lb （1,026 kg）
- 全備重量： 3,256 lb （1,477 kg）
- エンジン： カーチス H-1640-1 チーフテン 12気筒複列星型空冷エンジン （600 hp） ×1
- 最高速度： 150ノット （172 mph、277 km/h）
- 巡航速度： 113ノット （130 mph、209 km/h）[5]
- 航続距離： 168カイリ （193マイル、312 km）[5]
- 上昇限度： 20,775 ft （6,300 m）
- 上昇力： 1,700 ft/min （8.64 m/秒）
- 武装： なし